# Europaparlamentets utskott för ekonomi och valutafrågor
Europaparlamentets utskott för ekonomi och valutafrågor (engelska: European Parliament Committee on Economic and Monetary Affairs, ECON) är ett av Europaparlamentets 20 ständiga utskott för att bereda ärenden i parlamentet.
Utskottets nuvarande ordförande, vald den 10 juli 2019, är den italienske Europaparlamentsledamoten Roberto Gualtieri (S&D).

## Presidium
| Namn                  | Funktion i utskottet | Land          | Grupp   | Bild |
| --------------------- | -------------------- | ------------- | ------- | ---- |
| Roberto Gualrieri     | Ordförande           | Italien       | S&D     |      |
| Luděk Niedermayer     | Viceordförande       | Tjeckien      | EPP     |      |
| Stéphanie Yon-Courtin | Viceordförande       | Frankrike     | RE      |      |
| Derk Jan Eppink       | Viceordförande       | Nederländerna | ECR     |      |
| José Gusmão           | Viceordförande       | Portugal      | GUE/NGL |      |